# James Agee
James Rufus Agee (ur. 27 listopada 1909 w Knoxville, Tennessee, zm. 16 maja 1955 w Nowym Jorku) – amerykański powieściopisarz, scenarzysta filmowy, dziennikarz, poeta i krytyk filmowy.

## Życiorys
Urodził się w Knoxville (Tennessee), jako syn Hugh Jamesa Agee, pracownika firmy budowlanej oraz Laury Whitman Tyler. Rodzina ojca była słabo wykształconymi rolnikami górskimi, podczas gdy rodzina matki należała do solidnej klasy średniej. Agee był głęboko dotknięty śmiercią ojca w wypadku samochodowym w 1916 r. Idealizował swojego nieobecnego ojca oraz walczył z matką i jej nowym partnerem, czując do nich niechęć. „Matka Agee chciała, aby był czysty, czysty i trzeźwy” – zauważył fotograf Walker Evans, bliski przyjaciel. "Więc oczywiście nie był żadną z tych rzeczy." Śmierć ojca zainspirowała dorosłego Agee do spędzenia prawie dwóch dekad, z przerwami, odtwarzając słowami „moje dzieciństwo i mojego ojca takimi, jakimi były, tak dobrze i tak dokładnie, jak je pamiętam i przedstawiam”. Powstał więc rękopis, którego Agee nigdy nie mógł jednak dokończyć. Opublikowana pośmiertnie, w roku 1957, autobiograficzna powieść A Death in the Family (Śmierć w rodzinie) zdobyła prestiżową nagrodę Pulitzera w 1958 roku.

## Kariera
W latach 40. XX wieku był jednym z najbardziej wpływowych krytyków filmowych w USA. Rozgłos zdobył dzięki tekstom poświęconym problemom dzierżawców rolnych w Alabamie w czasach wielkiego kryzysu. Współpracował z Walkerem Evansem, fotografem, który zilustrował zdjęciami esej Agee Let Us Now Praise Famous Men.

## Dzieła
- Permit Me Voyage, 1934, poezja
- Let Us Now Praise Famous Men. Three Tenant Families, 1941, non-fiction, z fotografiami Walkera Evansa
- The African Queen (Afrykańska królowa), 1951, scenariusz wg powieści C.S. Forestera
- The Morning Watch, 1951, proza
- A Death in the Family, 1957, proza